# 1918年
1918年（1918 ねん）は、西暦（グレゴリオ暦）による、火曜日から始まる平年。大正7年。

## 他の紀年法
- 干支：戊午
- 日本（月日は一致）
  - 大正7年
  - 皇紀2578年
- 中国（月日は一致）
  - 中華民国7年
- 朝鮮（月日は一致）
  - 檀紀4251年
  - 主体7年
- 阮朝（ベトナム）
  - 啓定2年11月19日 - 啓定3年11月29日
- 仏滅紀元 : 2460年閏10月4日 - 2461年閏9月13日
- ヒジュラ暦（イスラム暦） : 1336年3月18日 - 1337年3月27日
- ユダヤ暦 : 5678年4月17日 - 5679年4月28日
- 修正ユリウス日(MJD)：21594 - 21958
- リリウス日(LD)：122435 - 122799

※檀紀は、大韓民国で1948年に法的根拠を与えられたが、1962年からは公式な場では使用されていない。

※主体暦は、朝鮮民主主義人民共和国で1997年に制定された。

## カレンダー
| 1月 |    |    |    |    |    |    |
| 日  | 月 | 火 | 水 | 木 | 金 | 土 |
|     |    | 1  | 2  | 3  | 4  | 5  |
| 6   | 7  | 8  | 9  | 10 | 11 | 12 |
| 13  | 14 | 15 | 16 | 17 | 18 | 19 |
| 20  | 21 | 22 | 23 | 24 | 25 | 26 |
| 27  | 28 | 29 | 30 | 31 |    |    |
|     |    |    |    |    |    |    |

| 2月 |    |    |    |    |    |    |
| 日  | 月 | 火 | 水 | 木 | 金 | 土 |
|     |    |    |    |    | 1  | 2  |
| 3   | 4  | 5  | 6  | 7  | 8  | 9  |
| 10  | 11 | 12 | 13 | 14 | 15 | 16 |
| 17  | 18 | 19 | 20 | 21 | 22 | 23 |
| 24  | 25 | 26 | 27 | 28 |    |    |
|     |    |    |    |    |    |    |

| 3月 |    |    |    |    |    |    |
| 日  | 月 | 火 | 水 | 木 | 金 | 土 |
|     |    |    |    |    | 1  | 2  |
| 3   | 4  | 5  | 6  | 7  | 8  | 9  |
| 10  | 11 | 12 | 13 | 14 | 15 | 16 |
| 17  | 18 | 19 | 20 | 21 | 22 | 23 |
| 24  | 25 | 26 | 27 | 28 | 29 | 30 |
| 31  |    |    |    |    |    |    |
|     |    |    |    |    |    |    |

| 4月 |    |    |    |    |    |    |
| 日  | 月 | 火 | 水 | 木 | 金 | 土 |
|     | 1  | 2  | 3  | 4  | 5  | 6  |
| 7   | 8  | 9  | 10 | 11 | 12 | 13 |
| 14  | 15 | 16 | 17 | 18 | 19 | 20 |
| 21  | 22 | 23 | 24 | 25 | 26 | 27 |
| 28  | 29 | 30 |    |    |    |    |
|     |    |    |    |    |    |    |

| 5月 |    |    |    |    |    |    |
| 日  | 月 | 火 | 水 | 木 | 金 | 土 |
|     |    |    | 1  | 2  | 3  | 4  |
| 5   | 6  | 7  | 8  | 9  | 10 | 11 |
| 12  | 13 | 14 | 15 | 16 | 17 | 18 |
| 19  | 20 | 21 | 22 | 23 | 24 | 25 |
| 26  | 27 | 28 | 29 | 30 | 31 |    |
|     |    |    |    |    |    |    |

| 6月 |    |    |    |    |    |    |
| 日  | 月 | 火 | 水 | 木 | 金 | 土 |
|     |    |    |    |    |    | 1  |
| 2   | 3  | 4  | 5  | 6  | 7  | 8  |
| 9   | 10 | 11 | 12 | 13 | 14 | 15 |
| 16  | 17 | 18 | 19 | 20 | 21 | 22 |
| 23  | 24 | 25 | 26 | 27 | 28 | 29 |
| 30  |    |    |    |    |    |    |
|     |    |    |    |    |    |    |

| 7月 |    |    |    |    |    |    |
| 日  | 月 | 火 | 水 | 木 | 金 | 土 |
|     | 1  | 2  | 3  | 4  | 5  | 6  |
| 7   | 8  | 9  | 10 | 11 | 12 | 13 |
| 14  | 15 | 16 | 17 | 18 | 19 | 20 |
| 21  | 22 | 23 | 24 | 25 | 26 | 27 |
| 28  | 29 | 30 | 31 |    |    |    |
|     |    |    |    |    |    |    |

| 8月 |    |    |    |    |    |    |
| 日  | 月 | 火 | 水 | 木 | 金 | 土 |
|     |    |    |    | 1  | 2  | 3  |
| 4   | 5  | 6  | 7  | 8  | 9  | 10 |
| 11  | 12 | 13 | 14 | 15 | 16 | 17 |
| 18  | 19 | 20 | 21 | 22 | 23 | 24 |
| 25  | 26 | 27 | 28 | 29 | 30 | 31 |
|     |    |    |    |    |    |    |

| 9月 |    |    |    |    |    |    |
| 日  | 月 | 火 | 水 | 木 | 金 | 土 |
| 1   | 2  | 3  | 4  | 5  | 6  | 7  |
| 8   | 9  | 10 | 11 | 12 | 13 | 14 |
| 15  | 16 | 17 | 18 | 19 | 20 | 21 |
| 22  | 23 | 24 | 25 | 26 | 27 | 28 |
| 29  | 30 |    |    |    |    |    |
|     |    |    |    |    |    |    |

| 10月 |    |    |    |    |    |    |
| 日   | 月 | 火 | 水 | 木 | 金 | 土 |
|      |    | 1  | 2  | 3  | 4  | 5  |
| 6    | 7  | 8  | 9  | 10 | 11 | 12 |
| 13   | 14 | 15 | 16 | 17 | 18 | 19 |
| 20   | 21 | 22 | 23 | 24 | 25 | 26 |
| 27   | 28 | 29 | 30 | 31 |    |    |
|      |    |    |    |    |    |    |

| 11月 |    |    |    |    |    |    |
| 日   | 月 | 火 | 水 | 木 | 金 | 土 |
|      |    |    |    |    | 1  | 2  |
| 3    | 4  | 5  | 6  | 7  | 8  | 9  |
| 10   | 11 | 12 | 13 | 14 | 15 | 16 |
| 17   | 18 | 19 | 20 | 21 | 22 | 23 |
| 24   | 25 | 26 | 27 | 28 | 29 | 30 |
|      |    |    |    |    |    |    |

| 12月 |    |    |    |    |    |    |
| 日   | 月 | 火 | 水 | 木 | 金 | 土 |
| 1    | 2  | 3  | 4  | 5  | 6  | 7  |
| 8    | 9  | 10 | 11 | 12 | 13 | 14 |
| 15   | 16 | 17 | 18 | 19 | 20 | 21 |
| 22   | 23 | 24 | 25 | 26 | 27 | 28 |
| 29   | 30 | 31 |    |    |    |    |
|      |    |    |    |    |    |    |

## できごと

### 1月
- 1月1日 - 英政府が珍田駐英大使にウラジオストク共同出兵を提案
- 1月8日 - 第一次世界大戦: ウィルソン米大統領が十四か条の平和原則を連邦議会で発表
- 1月11日-財団法人私立兵庫中学校(現：学校法人瀧川学園滝川中学校・高等学校)設立。
- 1月12、13日 - 第1回日本フートボール優勝大会開催。「全国高等学校ラグビーフットボール大会」「全国高等学校サッカー選手権大会」の始祖[1]
- 1月27日
  - フィンランド内戦勃発（〜5月15日）
  - 並木製作所（後のパイロットコーポレーション）設立
- 1月30日 - 豊田紡織（現：トヨタ紡織）設立

### 2月
- 2月6日 - イギリスで選挙法改正（30歳以上の女性に参政権）
- 2月16日 - リトアニアがロシア帝国からの独立を宣言
- 2月21日 - シンシナティ動物園で飼われていた最後のカロライナインコが死亡し絶滅
- 2月24日 - エストニアがロシア帝国からの独立を宣言

### 3月
- 3月3日 - 第一次大戦: ソビエト政権とドイツとの間でブレスト＝リトフスク条約が締結される
- 3月4日‐アメリカのカンザス州の軍事基地において世界初のスペインかぜの症例がみられる
- 3月5日
  - イギリス・フランスなどが対ソ干渉戦争を開始
  - ソビエトがペトログラードからモスクワに移動
- 3月7日 - 松下幸之助が大阪市に松下電気器具製作所（現：パナソニック）を設立
- 3月12日 - ソビエトがモスクワを首都とする
- 3月19日 - 米国議会が標準時・夏時間の導入を決定
- 3月21日 - 第一次大戦: ドイツ軍が西部戦線で大攻勢を行い、パリ砲でパリへの砲撃を開始
- 3月25日 - ベラルーシが独立を宣言

### 4月
- 4月1日
  - 英国空軍創設（陸軍航空隊と海軍航空隊を再編）
  - 丹那トンネル起工
- 4月5日 - 日英両軍が居留民保護を理由としてウラジオストクに上陸
- 4月29日 - ウクライナでヘーチマンの政変起こる
- 4月30日 - 東京女子大学創立

### 5月
- 5月2日 - ゼネラルモーターズがシボレーを買収
- 5月10日 - 市川兄弟商会、（後の象印マホービン）創業
- 5月15日 - 米国郵政省（後の米国郵便公社）が世界初のエアメールを開始
- 5月28日 - アルメニア・アゼルバイジャンが独立を宣言

### 6月
- 6月1日 - 徳島県板東町（現在の鳴門市）で当時のドイツ人捕虜らにより日本初の第九の演奏会が開かれる。
- 6月10日 - 稲畑産業設立。
- 6月21日 - 英政府が珍田駐英大使にシベリア出兵を要請
- ソビエト政権が戦時共産主義を採用
- イマヌエル・カント「実践理性批判」邦訳

### 7月
- 7月1日
  - 児童雑誌「赤い鳥」創刊（鈴木三重吉）
  - 日本で最初の営業用電車を走らせた京都電気鉄道を京都市が買収。
- 7月8日 - アメリカがシベリアへの日米共同出兵を日本政府に提案
- 7月12日 - 日本海軍の戦艦『河内』が徳山湾で爆発事故により沈没
- 7月15日 - 第一次世界大戦: 第二次マルヌ会戦はじまる。
- 7月17日
  - ロシア・エカテリンブルクのイパチェフ館に監禁されていた元ロシア皇帝ニコライ2世とその家族5人、従者4人が銃殺された（ロマノフ家の処刑）。
  - 日本政府が日米共同出兵同意をアメリカに回答
- 7月22日 - 富山県で米騒動がおこる。（越中女房一揆）
- 7月26日 - 下関駅構内で軍用火薬が爆発。死者27人。
- 7月31日 - 米価が大暴騰し、米市場が大混乱

### 8月
- 8月2日 - 日本が英米仏軍と共にシベリア出兵をすることを宣言。
- 8月3日-富山で暴動｡その後、各地に広がる｡（米騒動）
- 8月16日 - 朝日新聞社が米騒動により第4回全国中等学校優勝野球大会の中止を発表。
- 8月30日 - モスクワ南部の兵器工場で、演説を終えた直後のウラジミール・レーニンがファニー・カプランに銃撃される。
- アメリカがシベリアに出兵する。

### 9月
- 9月21日
  - 寺内内閣総辞職
  - 西園寺公望に組閣命令（辞退）
- 9月29日 - 原内閣成立（日本最初の本格的な政党内閣）

### 10月
- 10月1日 - 森永ミルクチョコレート発売
- 10月23日 - 第一次世界大戦: ヴィットリオ・ヴェネトの戦い（〜11月3日）
- 10月25日 - 日東電気工業株式会社（現:日東電工株式会社）創立
- 10月28日 - チェコスロバキアがオーストリア＝ハンガリー帝国からの独立を宣言
- エジプトで民族主義者サアド・ザグルールによってワフド党が組織される。

### 11月
- 11月3日
  - 第一次世界大戦: オーストリアが休戦協定に調印（ヴィラ・ジュスティ休戦協定）
  - ドイツ革命: ドイツのキール軍港で水兵が反乱を起こす。ドイツ革命が始まる。
  - ポーランドがソビエト連邦から独立を宣言
- 11月9日 - ドイツ革命: ドイツが共和国を宣言
- 11月10日 - ドイツ革命: ドイツ皇帝ヴィルヘルム2世が退位（ドイツ語版、英語版）しオランダに亡命
- 11月11日
  - 第一次世界大戦: 連合国とドイツが休戦協定に調印し、第一次世界大戦が終結
  - オーストリア皇帝カール1世が国事不関与を声明
- 11月12日 - オーストリアが共和制に移行
- 11月14日 - チェコスロバキアが正式に独立
- 11月16日 - ハンガリーが独立宣言・共和制に移行（ハンガリー第一共和国）
- 11月18日 -  ラトビアが独立を宣言

### 12月
- 12月1日
  - セルビア・クロアチア・スロベニア王国（後のユーゴスラビア王国）成立
  - デンマークを宗主とする属国としてアイスランドが独立
- 12月6日 - 大学令公布
- 12月25日 - 第41議会召集

### 日付不詳
- 1月より東北地方・北陸地方で豪雪（大正7年豪雪）[2]。
- スペインかぜが大流行
- アメリカ海軍海兵隊航空団が公式に認められる
- シュペングラー『西洋の没落』
- 魯迅『狂人日記』
- ロシア語正書法改革
- 7月、高知県内のガス灯を運営していたる高知瓦斯（ガス）株式会社が廃止[3]。

## 誕生

### 1月
- 1月1日 - 長持栄吉、プロ野球選手（+ 2000年）
- 1月2日 - 永末英一、政治家、第6代民社党委員長（+ 1994年）
- 1月5日 - 古茂田守介、洋画家（+ 1960年）
- 1月7日 - 大原敏夫、プロ野球選手（+ 1939年）
- 1月8日 - 岩出清、プロ野球選手（+ 生死不明）
- 1月8日 - 山川彌千枝、『薔薇は生きてる』著者（+ 1933年）
- 1月9日 - 鈴木田登満留、プロ野球選手（+ 没年不明）
- 1月11日 - 加太こうじ、評論家・庶民文化研究家（+ 1998年）
- 1月13日 - 平井英子、歌手（+ 2021年）
- 1月13日 - ヴァルター・ヤコビ、ロケット科学者（+ 2009年）
- 1月14日 - 島方金則、プロ野球選手（+ 1995年）
- 1月15日 - ガマール・アブドゥン＝ナーセル、第2代エジプト大統領（+ 1970年）
- 1月21日 - アントニオ・ヤニグロ、チェリスト・指揮者（+ 1989年）
- 1月22日 - 安田義章、AV男優（+ 2008年）
- 1月26日 - ニコラエ・チャウシェスク、ルーマニア大統領（+ 1989年）
- 1月31日 - 木暮実千代、女優（+ 1990年）

### 2月
- 2月4日 - 川島雄三、映画監督（+ 1963年）
- 2月6日 - ロータル＝ギュンター・ブーフハイム、小説家・画家（+ 2007年）
- 2月11日 - 池部良、俳優・随筆家（+ 2010年）
- 2月13日 - パティ・バーグ、プロゴルファー（+ 2006年）
- 2月13日 - 今岡謙次郎、プロ野球選手（+ 生死不明）
- 2月14日 - 有馬頼義、小説家（+ 1980年）
- 2月14日 - 三縄一郎、音響効果技師（+ 2017年）
- 2月15日 - 水川八重子、女優（+ 1976年）
- 2月18日 - マリアーノ・モーレス、作曲家 （+ 2016年）
- 2月22日 - チャーリー・O・フィンリー、メジャーリーグ球団オーナー（+ 1996年）
- 2月26日 - シオドア・スタージョン、SF作家（+ 1985年）

### 3月
- 3月2日 - 美川陽一郎、俳優（+ 1976年）
- 3月4日 - 小桜葉子、女優（+ 1970年）
- 3月5日 - 中村真一郎、小説家・評論家（+ 1997年）
- 3月5日 - 林忠彦、写真家（+ 1990年）
- 3月18日 - 本堂保次、プロ野球選手（+ 1997年）
- 3月19日 - 福永武彦、小説家（+ 1979年）
- 3月20日 - ベルント・アロイス・ツィンマーマン、作曲家（+ 1970年）
- 3月20日 - 伊藤庄七、プロ野球選手（+ 1999年）
- 3月21日 - 升田幸三、将棋の棋士（+ 1991年）
- 3月21日 - 青葉笙子、歌手（+ 2012年）

### 4月
- 4月4日 - 塩月弥栄子、茶道家（+ 2015年）
- 4月7日 - 伊藤治夫、プロ野球選手（+ 生死不明）
- 4月8日 - ベティ・フォード、アメリカ合衆国第38代大統領ジェラルド・R・フォード夫人（+ 2011年）
- 4月10日 - 原一朗、プロ野球選手（+ 戦死）
- 4月10日 - 安井鍵太郎、プロ野球選手（+ 2015年[4]）
- 4月14日 - 神田隆、俳優（+ 1986年）
- 4月14日 - 周汝昌、中国の文学研究者・詩人（+ 2012年）
- 4月15日 - 白石勝巳、プロ野球選手（+ 2000年）
- 4月17日 - ウィリアム・ホールデン、俳優（+ 1981年）
- 4月18日 - 神島二郎、政治学者（+ 1998年）
- 4月18日 - 橋本忍、脚本家（+ 2018年）
- 4月19日 - 中谷準志、プロ野球選手（+ 1970年）
- 4月22日 - ミッキー・バーノン、メジャーリーガー（+ 2008年）
- 4月23日 - ジェイムズ・カーカップ、詩人・劇作家（+ 2009年）
- 4月25日 - アストリッド・ヴァルナイ、ソプラノ歌手（+ 2006年）
- 4月28日 - 長谷川重一、元プロ野球選手（+ 生死不明）

### 5月
- 5月1日 - 酒沢成治、プロ野球選手（+ 2002年）
- 5月3日 - 柏戸秀剛、大相撲力士（+1982年）
- 5月4日 - 田中角栄、第64・65代内閣総理大臣（+ 1993年）
- 5月9日 - 桑島甫、プロ野球選手（+ 1944年）
- 5月10日 - 古野繁実、海軍軍人・真珠湾攻撃で戦死した九軍神の一人 (+ 1941年)
- 5月11日 - リチャード・P・ファインマン、物理学者（+ 1988年）
- 5月14日 - 伊藤国雄、プロ野球選手（+ 生死不明）
- 5月18日 - 藤本英雄、プロ野球選手（+ 1997年）
- 5月23日 - 服部一男、プロ野球選手（+ 2000年）
- 5月26日 - 玉井栄、プロ野球選手（+ 1953年）
- 5月27日 - 中曽根康弘、内務官僚・第71 - 73代内閣総理大臣（+ 2019年[5]）
- 5月29日 - 鬼塚喜八郎、実業家、アシックス創業者（+ 2007年）

### 6月
- 6月2日 - 井上康弘、プロ野球選手（+ 没年不詳）
- 6月4日 - 田川誠一、政治家（+ 2009年）
- 6月7日 - デル・コネル、脚本家（+ 2011年）
- 6月7日 - 石井長四郎、照明技師（+ 1983年）
- 6月20日 - 松尾幸造、プロ野球選手（+ 生死不明）
- 6月27日 - 亀田敏夫、プロ野球選手（+ 2001年）

### 7月
- 7月1日 - 澤村宗之助 (2代目)、歌舞伎俳優（+ 1978年）
- 7月1日 - 西河克己、映画監督（+ 2010年）
- 7月6日 - 望月潤一、プロ野球選手（+ 1993年）
- 7月6日 - 斎藤末逸、プロ野球選手（+ 生死不明）
- 7月6日 - 伴吉夫、プロ野球選手（+ 生死不明）
- 7月7日 - 堀田善衛、小説家（+ 1998年）
- 7月7日 - 近江俊郎、歌手・作曲家（+ 1992年）
- 7月7日 - 芦原義信、建築家（+ 2003年）
- 7月7日 - 安東次男、俳人・詩人（+ 2002年）
- 7月8日 - 清水秀雄、プロ野球選手（+ 1964年）
- 7月9日 - 大栗裕、作曲家（+ 1982年）
- 7月11日 - 中村竹弥、俳優（+ 1990年）
- 7月13日 - アルベルト・アスカーリ、F1レーサー（+ 1955年）
- 7月14日 - イングマール・ベルイマン、映画監督（+ 2007年）
- 7月14日 - 柴田武、言語学者・国語学者（+ 2007年）
- 7月14日 - ジェイ・フォレスター、計算機科学者（+ 2016年）
- 7月15日 - バートラム・ブロックハウス、物理学者（+ 2003年）
- 7月18日 - ネルソン・マンデラ、南アフリカの黒人解放運動の指導者・大統領（+ 2013年）
- 7月19日 - 近藤久、プロ野球選手（+ 1975年）
- 7月24日 - ルッジェーロ・リッチ、ヴァイオリニスト（+ 2012年）
- 7月27日 - レナード・ローズ、チェリスト（+ 1984年[6]）
- 7月29日 - 鈴木光枝、女優（+ 2007年）

### 8月
- 8月4日 - 田島義文、俳優（+ 2009年）
- 8月8日 - 吉野文六、外交官（+ 2015年）
- 8月9日 - ロバート・アルドリッチ[7]、映画監督（+ 1983年）
- 8月15日 - レイモン・ガロワ＝モンブラン、作曲家・ヴァイオリニスト（+ 1994年）
- 8月17日 - 六代目笑福亭松鶴、上方噺家（+ 1986年[8]）
- 8月19日 - 沖克己、プロ野球選手（+ 1993年）
- 8月25日 - レナード・バーンスタイン、指揮者、作曲家（+ 1990年）
- 8月30日 - テッド・ウィリアムズ、メジャーリーガー（+ 2002年）

### 9月
- 9月2日 - 伴勝久、海軍軍人・特殊潜航艇によるシドニー港攻撃で戦死した士官の一人（+ 1942年）
- 9月8日 - 井上親一郎、プロ野球選手（+ 生死不明）
- 9月9日 - 高橋圭三、司会者・アナウンサー（+ 2002年）
- 9月9日 - オスカル・ルイージ・スカルファロ、第9代イタリア大統領（+ 2012年）
- 9月14日 - 片山義雄、海軍軍人・真珠湾攻撃で戦死した九軍神の一人（+ 1941年）
- 9月22日 - ヘンリク・シェリング、ヴァイオリニスト・作曲家（+ 1988年）
- 9月23日 - 平山菊二、プロ野球選手（+ 1998年）
- 9月27日 - 加藤誠一、経済学者・立教大学名誉教授・中京大学教授（+ 1987年）

### 10月
- 10月4日 - 福井謙一、化学者（+ 1998年）
- 10月8日 - クルト・レーデル、指揮者・フルート奏者(+ 2013年)
- 10月8日 - 高杉早苗、女優（+ 1995年）
- 10月9日 - 鈴木秀雄、元プロ野球選手（+ 生死不明）
- 10月11日 - 飯島滋弥、プロ野球選手（+ 1970年）
- 10月14日 - 塚本博睦、プロ野球選手（+ 2009年）
- 10月15日 - 稗田敏男、調教師（+ 2006年）
- 10月17日 - リタ・ヘイワース、女優（+ 1987年）
- 10月17日 - 加藤道夫、劇作家（+ 1953年）
- 10月19日 - ルイ・アルチュセール、思想家（+ 1990年）
- 10月24日 - 正力亨、読売ジャイアンツオーナー（+ 2011年）
- 10月25日 - デイヴィッド・オーズベル、心理学者（+ 2008年）

### 11月
- 11月3日 - ボブ・フェラー、メジャーリーガー（+ 2010年）
- 11月4日 - 桜井七之助、プロ野球選手（+ 生死不明）
- 11月5日 - 今久留主淳、プロ野球選手（+ 1986年）
- 11月6日 - 藤原てい、作家（+ 2016年）
- 11月6日 - 岡村信夫、プロ野球選手（+ 生死不明）
- 11月7日 - 村瀬一三、プロ野球選手（+ 戦死）
- 11月7日 - 茅野秀三、プロ野球選手（+ 生死不明）
- 11月8日 - ヘルマン・ツァップ、書体デザイナー（+ 2015年[9]）
- 11月10日 - 松井栄造、野球選手（+1943年）
- 11月11日 - 鳩山威一郎、政治家（+ 1993年）
- 11月30日 - 田川豊、プロ野球選手、審判（+ 1981年）

### 12月
- 12月2日  - 高峰三枝子、女優（+ 1990年）
- 12月2日  - テルターク・エレメール、フィギュアスケート選手（+ 1999年）
- 12月4日 - 鈴木竹柏、日本画家 (+ 2020年)
- 12月11日 - アレクサンドル・ソルジェニーツィン、小説家（+ 2008年）
- 12月11日 - 三世杵屋五三郎、長唄三味線方（+ 2013年）
- 12月13日 - 清家清、建築家（+ 2005年）
- 12月13日 - 渡会伸、録音技師（+ 2001年）
- 12月15日 - いわさきちひろ、画家（+ 1974年）
- 12月17日 - 宮崎剛、元プロ野球選手（+ 2015年）
- 12月21日 - クルト・ヴァルトハイム、元オーストリア大統領・国連事務総長（+ 2007年）
- 12月23日 - ヘルムート・シュミット、第5代ドイツ首相（+ 2015年[10]）
- 12月25日 - アンワル・アッ＝サーダート、第3代エジプト大統領（+ 1981年）
- 12月30日 - ユージン・スミス、写真家（+ 1978年）

## 死去

### 1月
- 1月6日 - ゲオルク・カントール、数学者（* 1845年）
- 1月20日 - エドゥアール・シャヴァンヌ、歴史学者（* 1865年）
- 1月22日 - 吉田東伍、歴史学者・地理学者（* 1864年）
- 1月23日 - ヨハネス・ユストゥス・ライン、地理学者（* 1853年）
- 1月27日 - 素木しづ、小説家（* 1895年）

### 2月
- 2月4日 - 秋山真之、日本の海軍軍人・日露戦争時の連合艦隊参謀（* 1868年）
- 2月6日 - グスタフ・クリムト、画家（* 1862年）
- 2月8日 - ルイ・ルノー、法学者（* 1843年）
- 2月10日 - エルネスト・テオドロ・モネータ、平和運動家（* 1833年）
- 2月10日 - アブデュルハミト2世、オスマン帝国第34代スルタン（* 1842年）
- 2月10日 - 蜂須賀茂韶、第14代徳島藩主・東京府知事・貴族院議長・文部大臣（* 1846年）
- 2月23日 - ゾフィー・メンター、ピアニスト・作曲家（* 1846年）

### 3月
- 3月5日 - 藤岡市助、電気工学者・実業家（* 1857年）
- 3月9日 - 納富介次郎、画家・インダストリアルデザイナー（* 1844年）
- 3月9日 - フランク・ヴェーデキント、劇作家（* 1864年）
- 3月10日 - ジム・マコーミック、メジャーリーガー（* 1856年）
- 3月14日 - ルクレティア・ガーフィールド、アメリカ合衆国のファーストレディ（* 1832年）
- 3月15日 - リリ・ブーランジェ、作曲家（* 1893年）
- 3月24日 - チャン・リン・スー、マジシャン（* 1861年）
- 3月25日 - クロード・ドビュッシー、作曲家（* 1862年）
- 3月26日 - ツェーザリ・キュイ、作曲家（* 1835年）

### 4月
- 4月4日 - ヘルマン・コーエン、思想家（* 1842年）
- 4月5日 - ポール・ヴィダル・ドゥ・ラ・ブラーシュ、地理学者（* 1845年）
- 4月7日 - ウィリアム・H・ホジスン、小説家（* 1877年）
- 4月11日 - オットー・ワーグナー、建築家（* 1841年）
- 4月20日 - フェルディナント・ブラウン、物理学者（* 1850年）
- 4月21日 - マンフレート・フォン・リヒトホーフェン、エース・パイロット（* 1892年）
- 4月21日 - フリードリヒ2世 (アンハルト公)（* 1856年）
- 4月28日 - ガブリロ・プリンチプ、オーストリアのフランツ・フェルディナント大公の暗殺犯（* 1894年）

### 5月
- 5月1日 - グローブ・カール・ギルバート、地質学者（* 1843年）
- 5月10日 - 古今亭志ん生 (3代目)、落語家（* 1863年）
- 5月19日 - フェルディナント・ホドラー、画家（* 1853年）
- 5月22日 - フリードリヒ・ザイツ、作曲家・ヴァイオリニスト（* 1848年）
- 5月27日 - 大砲万右エ門、大相撲第18代横綱（* 1869年）
- 5月27日 - リリアン・ワトソン、テニス選手（* 1857年）
- 5月30日 - ゲオルギー・プレハーノフ、ロシアの社会主義者（* 1856年）

### 6月
- 6月4日 - チャールズ・W・フェアバンクス、第26代アメリカ合衆国副大統領（* 1852年）
- 6月10日 - アリゴ・ボーイト、劇作家・作曲家（* 1842年）
- 6月19日 - フランチェスコ・バラッカ、エース・パイロット（* 1888年）
- 6月28日 - アルバート・マンセル、マンセル表色系の発案者（* 1858年）

### 7月
- 7月3日 - メフメト5世、第35代オスマン帝国スルタン（* 1844年）
- 7月17日 - ニコライ2世、ロシア帝国最後の皇帝、新致命者（* 1868年）
- 7月17日 - アレクサンドラ・フョーロドヴナ、ニコライ2世の皇后、新致命者（* 1872年）
- 7月17日 - オリガ・ニコラエヴナ、ニコライ2世の第一皇女、新致命者（* 1895年）
- 7月17日 - タチアナ・ニコラエヴナ、ニコライ2世の第二皇女、新致命者（* 1897年）
- 7月17日 - マリア・ニコラエヴナ、ニコライ2世の第三皇女、新致命者（* 1899年）
- 7月17日 - アナスタシア・ニコラエヴナ、ニコライ2世の第四皇女、新致命者（* 1901年）
- 7月17日 - アレクセイ・ニコラエヴィチ、ニコライ2世の皇太子（第一皇子）、新致命者（* 1904年）
- 7月17日 - アレクセイ・トルップ、ニコライ2世一家のフットマン（* 1856年）
- 7月17日 - エフゲニー・ボトキン、ニコライ2世一家の主治医（* 1865年）
- 7月17日 - イヴァン・ハリトーノフ、ニコライ2世一家の料理人（* 1870年）
- 7月17日 - アンナ・デミドヴァ、アレクサンドラ皇后専属のメイド（* 1878年）
- 7月26日 - ヘンリー・マッキントッシュ、陸上競技選手（* 1892年）

### 8月
- 8月30日 - ジェイムズ・ドナルド・キャメロン、第32代アメリカ合衆国陸軍長官（* 1833年）

### 9月
- 9月7日 - ルートヴィヒ・シロー、数学者（* 1833年）
- 9月10日 - カール・ペータース、探検家（* 1856年）
- 9月25日 - ヘンリー・ダイアー、お雇い外国人の教育者（* 1848年）
- 9月28日 - ゲオルク・ジンメル、社会学者・思想家（* 1858年）

### 10月
- 10月7日 - チャールズ・ヒューバート・パリー、作曲家（* 1848年）
- 10月18日 - コロマン・モーザー、デザイナー（* 1868年）
- 10月24日 - アレクサンドル・シャルル・ルコック、作曲家（* 1832年）
- 10月30日 - エゴン・シーレ、画家（* 1890年）

### 11月
- 11月4日 - 土方久元、日本の宮内大臣・農商務大臣（* 1833年）
- 11月4日 - ウィルフレッド・オーエン、詩人（* 1893年）
- 11月5日 - 島村抱月、劇作家（* 1871年）
- 11月6日 - 出口なお、宗教家・大本教教祖（* 1836年）
- 11月9日 - ギヨーム・アポリネール、詩人（* 1880年）
- 11月11日 - ジョージ・プライス、カナダ軍の二等兵・第一次世界大戦最後の戦死者（* 1892年）
- 11月11日 - 立花貞二郎、女形俳優（* 1893年）

### 12月
- 12月2日 - エドモン・ロスタン、劇作家（* 1868年）
- 12月11日 - イヴァン・ツァンカル、作家・詩人（* 1876年）
- 12月20日 - ヨン・バウエル、画家（* 1882年）
- 12月26日 - 山田寒山、篆刻家（* 1856年）

## ノーベル賞
- 物理学賞 - マックス・プランク
- 化学賞 - フリッツ・ハーバー
- 生理学・医学賞 - 該当者なし
- 文学賞 - 該当者なし
- 平和賞 - 該当者なし